# 안녕하세요, 하느님? 저 마거릿이에요 (영화)
《안녕하세요, 하느님? 저 마거릿이에요》(영어: Are You There God? It's Me, Margaret.)는 2023년 개봉한 미국의 성장 코미디 드라마 영화이다. 켈리 프리먼 크레이그가 감독과 각본을 맡았으며, 주디 블룸의 동명 소설이 원작이다. 애비 라이더 포트슨, 레이철 매캐덤스, 캐시 베이츠 등이 출연하였다. 

## 줄거리
1970년, 11살 소녀 마거릿 사이먼은 아버지 허브의 승진으로 뉴욕에서 뉴저지 교외로 이사를 가게 된다. 친구들, 할머니 실비아와 떨어지게 된 마거릿은 걱정, 불안, 그리고 희망을 신에게 이야기하기 시작한다. 마거릿은 새 이웃이자 곧 같은 반 친구가 될 낸시 휠러와 빠르게 친해지고, 낸시는 마거릿을 그레천 포터, 제이니 루미스가 포함돼 있는 자신의 친구 무리에 받아들인다.
새 학기가 시작되면서 담임 베네딕트 선생님은 학생들에게 일 년 동안 진행할 연구 과제를 내준다. 베네딕트가 마거릿이 종교 휴일을 싫어하는 이유를 궁금해하자 마거릿은 어머니는 기독교인이니데 아버지는 유대인이라서 가족이 종교 휴일을 지키지 않기 때문이라고 답한다. 또한 마거릿은 부모님이 종교적 정체성을 커가면서 스스로 결정하도록 자신의 선택에 맡겨 두었다고 설명한다. 베네딕트 선생님은 마거릿에게 종교를 연구 과제 주제로 삼을 것을 제안한다.
마거릿은 과제의 일환으로 어머니 바버라에게 왜 자신이 외할아버지와 외할머니를 만난 적이 없는지 묻는다. 바버라는 유대인과 결혼했다는 이유로 부모님으로부터 절연을 당했다고 고백한다. 주말에 뉴욕을 방문한 마거릿은 할머니 실비아와 함께 유대교 회당에 간다. 한편 바버라는 학부모회에 참여하려 애쓰면서 그림을 그리고 미술을 가르치는 본업에서 멀어진다.
마거릿과 새 친구들은 브래지어 착용이나 첫 키스처럼 곧 겪게 될 사춘기의 중요한 대목들을 기대한다. 급우 노먼 피셔의 생일 파티에서 마거릿은 병돌리기 게임를 하던 중에 반에서 인기 있는 남자애 필립 리로이와 첫 키스를 한다. 마거릿은 제이니와 낸시를 따라 개신교 예배에도 참석한다. 학교에서 월경 비디오를 본 후 소녀들은 월경을 시작할 생각에 들뜬다. 그레천과 낸시를 포함한 다른 소녀들이 먼저 월경을 시작하자 마거릿은 초조해진다. 어느 날 밤 마거릿이 낸시의 가족과 함께 뉴욕에 머무는 동안 낸시가 처음으로 월경을 시작한다. 마거릿은 앞서 낸시가 이미 월경을 시작했다고 말했던 게 거짓말이었음을 깨닫는다.
학교에서 마거릿은 덩치가 크고 발육이 좋다는 이유로 낸시를 포함한 친구들에게 따돌림을 당하는 급우 로라 댕커와 함께 그룹 과제를 맡게 된다. 도서관에서 함께 과제를 하면서 마거릿이 로라가 남자아이들에게 “만져보게 한다”는 소문을 언급하자 화가 난 로라는 뛰쳐나간다. 로라를 따라 가톨릭교회 고해실로 들어간 마거릿은 로라를 대했던 방식에 대한 죄책감을 고백한다.
봄 방학 동안 마거릿은 실비아와 함께 플로리다 여행을 가고 싶어 하지만 바버라의 부모님이 마거릿과 만나고 싶어 연락을 해 오면서 계획이 틀어진다. 바버라의 부모님이 방문한 날 여행 취소 소식을 들은 실비아 역시 플로리다에서 온 한 친구와 함께 마거릿을 찾아온다. 저녁 식사 후 바버라의 부모님은 마거릿에게 주일 학교에 다닐 가능성을 질문한다. 이에 실비아는 마거릿이 회당에 함께 갔을 때 이미 유대인이 되기로 선택했다고 반박하면서 부모와 조부모 간에 마거릿이 어떤 종교를 따라야 하는지 논쟁이 시작된다. 마거릿은 어른들에게 싸움을 멈추라고 소리치며 종교에 관심이 없고 신조차 믿지 않는다고 선언한다.
마거릿은 종교에 대한 환멸을 표현한 연구 보고서를 베네딕트 선생님에게 제출한다. 곧 마거릿은 부모님, 실비아와 화해한다. 학년 말에 마거릿은 좋은 선생님이 되어준 베네딕트 선생님에게 감사를 표한다. 마거릿은 또한 로라와 친구가 되어 함께 춤을 추고, 곧 제이니도 합류한다. 그림을 가르치는 일로 돌아온 바버라는 학부모회 회장인 낸시의 어머니에게 더 이상 학부모회에서 봉사하지 않겠다고 말한다.
여름 캠프를 떠나기 전 마거릿은 낸시 오빠의 친구인 무스 프리드와 이야기를 나눈다. 마거릿은 남몰래 무스를 좋아하게 되고, 이들은 마거릿이 돌아오면 함께 시간을 보내기로 한다. 집에서 마거릿은 첫 월경이 시작된 것을 발견하고 기뻐하며 바버라에게 말하고, 바버라도 매우 기뻐한다. 그 후 마거릿은 신과의 대화를 재개하며 감사를 표한다.

## 출연진
- 애비 라이더 포트슨 - 마거릿 사이먼 역
- 레이철 매캐덤스 - 바버라 사이먼 역
- 캐시 베이츠 - 실비아 사이먼 역
- 베니 사프디 - 허브 사이먼 역
- 에코 켈럼 - 베네딕트 씨 역